# Kulturno putovanje
Kulturno putovanje vrsta je putovanja koje ističe doživljaje života unutar strane kulture, a ne izvan okvira privremenog posjetitelja. Kulturni putnici svoje domaće okruženje ostavljaju kod kuće, donoseći sebe i želju da postanu dio kulture koju posjećuju. Kulturno putovanje ispunjava kulturno istraživanje ili otkrivanje; uključuje transformaciju u načinu života.
Ovu definiciju prvi je upotrijebio Gary Langer  čime je opisao putovanja koja zahtijevaju "prijelaz" na novu razinu razumijevanja i prihvaćanja strane kulture.
Ovaj se pojam često izvrće i zloupotrebljava od strane turističkih agencija, turoperatora i međunarodnih turističkih organizacija. Kultura se prije svega odnosi na ljude, a manje na mjesta ili stvari. Dakle, posjećivanje muzeja, razgledavanje drevnih građevina, sudjelovanje na festivalima i konzumiranje lokalne hrane ne pruža isto iskustvo kao da smo dio same kulture.  
Boravak u lokalnom smještaju ili smještaju kod obitelji te upoznavanju lokalne tradicije s lokalnim stanovništvom koje pobliže upoznajemo oblici su kulturnog putovanja. Cilj kulturnog putovanja je razumijevanje lokalne kulture njezinim iskustvom.
Opreka kulturnom putovanju je turizam, gdje ljudi donose svoja domaća okruženja sa sobom kamo god putuju te primjenjuju na sve što vide. 

## Vanjske poveznice
- Savjeti za putovanja od Alexa
- Kulturni čarobnjak
- Prijelazi u inozemstvo
- Kulturna putovanja: Informacije i resursi  Arhivirana inačica izvorne stranice od 7. prosinca 2022. (Wayback Machine)
- Mjesta za putovanja
- Centar za međukulturalne studije
- Privatne umjetničke ture, Nizozemska